# Pluzunet
Pluzunet is een gemeente in het Franse departement Côtes-d'Armor, in de regio Bretagne. De plaats maakt deel uit van het arrondissement Lannion. Pluzunet telde op 1 januari 2022 984 inwoners.

## Geografie
De oppervlakte van Pluzunet bedroeg op 1 januari 2022 22,87 vierkante kilometer; de bevolkingsdichtheid was toen 43 inwoners per km².
De onderstaande kaart toont de ligging van Pluzunet met de belangrijkste infrastructuur en aangrenzende gemeenten.

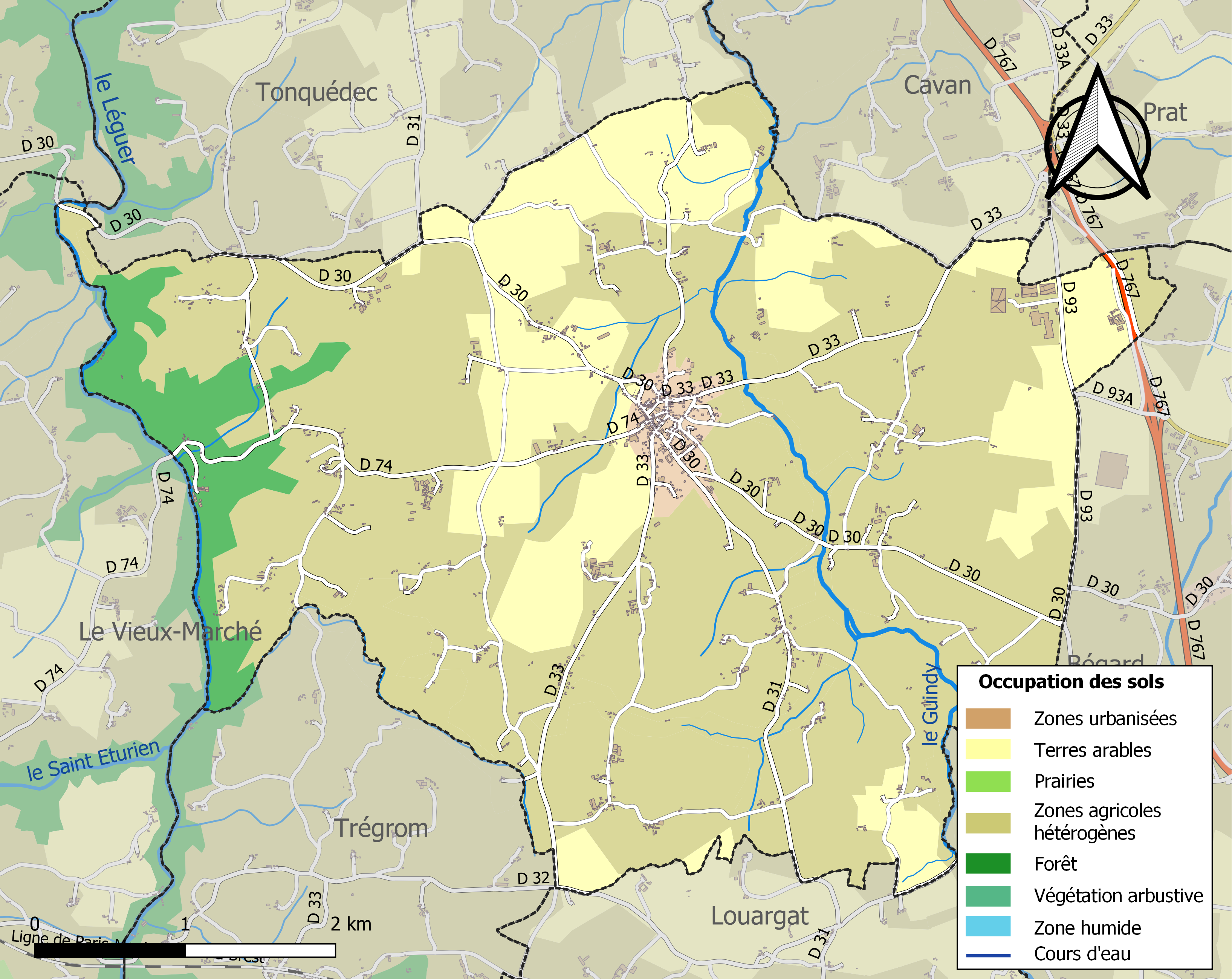

## Demografie
Onderstaande figuur toont het verloop van het inwonertal (bron: INSEE-tellingen). 